# Taurianova
Taurianova é uma comuna italiana da região da Calábria, província de Reggio Calabria, com cerca de 15.797 habitantes. Estende-se por uma área de 47 km², tendo uma densidade populacional de 336 hab/km². Faz fronteira com Cittanova, Molochio, Oppido Mamertina, Rizziconi, Terranova Sappo Minulio, Varapodio.

## Demografia
| Variação demográfica do município entre 1861 e 2011                               |
|                                                                                   |
| Fonte: Istituto Nazionale di Statistica (ISTAT) - Elaboração gráfica da Wikipedia |